# 2-feniletanol
El 2-feniletanol o alcohol feniletílic és un compost orgànic amb la fórmula C₈H10O. Pur, és un líquid incolor lleugerament soluble en aigua. És el component majoritari de l'oli essencial de rosa, però es pot trobar en la major part d'olis essencials i presenta una olor floral agradable, per la qual cosa es fa servir en perfumeria.

## Síntesi

### Al laboratori
El 2-feniletanol es pot preparar al laboratori mitjançant la reacció de bromur de fenilmagnesi i òxid d'etilè:
C₆H₅MgBr + CH₂CH₂O → C₆H₅CH₂CH₂OMgBr
C₆H₅CH₂CH₂OMgBr + H+ → C₆H₅CH₂CH₂OH

### Industrial
A nivell industrial, l'alcohol feniletílic es prepara a través de dues rutes. La mes comuna és la reacció de Friedel-Crafts entre benzè i òxid d'etilè en presència de triclorur d'alumini.
C₆H₆ + CH₂CH₂O + AlCl₃ → C₆H₅CH₂CH₂OAlCl₂ + HCl
La reacció genera l'alcòxid d'alumini que s'hidrolitza per generar el producte desitjat. El producte secundari principal és difeniletà, que es pot evitar emprant un excés de benzè. La hidrogenació d'òxid d'estirè també genera 2-feniletanol.

## Biosíntesi
El 2-feniletanol també es pot produir mitjançant la bioconversió de L-fenilalanina, emprant llevat Saccharomyces cerevisiae immobilitzat.